# 乗富一雄
乗富 一雄（のりとみ かずお、1923年（大正12年）11月22日 - 2011年（平成23年）6月27日）は、日本の地震学の研究者・教育者。元日本地震学会・物理探査学会会長、九州大学・秋田大学・東北大学・東京大学地震研究所・工業技術院地質調査所（現・産業技術総合研究所）教授等を歴任。

## 生涯
1923年（大正12年）11月22日、福岡県に生まれ。福岡縣中學傳習館（現・福岡県立伝習館高等学校）を経て、興亜工業大学（現・千葉工業大学）に進学し、その後、東北大学で地球物理学について学ぶ。1949年（昭和24年）には同大助手となり、1956年（昭和31年）には秋田大学鉱山学部助教授に任官。1968年（昭和43年）の十勝沖地震や1983年（昭和58年）の日本海中部地震の時には地震調査を主導した。1985年（昭和60年）には、秋田大学から九州大学教授へ就任。1987年（昭和62年）に九州大学退職後は北九州職業能力開発短期大学校の校長を務め、1994年（平成6年）に引退した。引退後は秋田で暮らし、2011年（平成23年）に満87歳で死去した。

## 主な顕彰等
- 1960年 田中舘賞受賞
- 1985年 秋田大学名誉教授
- 1994年 日本地熱学会及び日本地震学会名誉会員に就任
- 2000年 勲三等旭日中綬章受章